# 大卫·J·洛夫
大卫·J·洛夫（David J. Love，1979年5月18日—）是美国工程学教授。他分别于2000年、2002年及2004年从德克萨斯州大学奥斯汀分校获得电气工程学本科、硕士和博士学位。其博士导师为小罗伯特·W·希斯。洛夫于2004年获任命为普渡大学电气工程系助理教授，并于2009年成为副教授，2013年晋升为正教授。

## 学术成就
在德州大学期间，洛夫与希斯率先提出了MIMO系统有限反馈策略，此项成果目前被应用于IEEE 802.11 WLAN、Wimax及LTE标准，特别是Grassmannian波束赋形中。洛夫目前的研究主要集中于毫米波通讯和MIMO系统。他曾因其MIMO领域的贡献而于2015年获得IEEE信号处理学会最佳论文奖，并因毫米波通讯的相关研究获得IEEE通讯协会「通讯理论Stephen O. Rice」奖。

## 职业活动
洛夫是IEEE院士，活跃于信号处理学会、通讯学会、信息论学会及交通科技学会等分支。他曾担任IEEE通讯学报编辑（2008-2011），及IEEE信号处理学报编辑（2011-2013）。